# Małe Partęczyny
Małe Partęczyny – jezioro w woj. kujawsko-pomorskim, w powiecie brodnickim, w gminie Zbiczno, leżące na terenie Pojezierza Brodnickiego.

## Dane morfometryczne
Powierzchnia zwierciadła wody według różnych źródeł wynosi od 31,0 ha do 33,6 ha.
Zwierciadło wody położone jest na wysokości 77,0 m n.p.m. Średnia głębokość jeziora wynosi 3,1 m, natomiast głębokość maksymalna 6,5 m.
W oparciu o badania przeprowadzone w 2005 roku wody jeziora zaliczono do II klasy czystości i III kategorii podatności na degradację.
W roku 1995 wody jeziora zaliczono do wód III klasy czystości.

## Hydronimia
Według urzędowego spisu opracowanego przez Komisję Nazw Miejscowości i Obiektów Fizjograficznych (KNMiOF) nazwa tego jeziora to Małe Partęczyny. W różnych publikacjach i na mapach topograficznych jezioro to występuje pod nazwą Partęczyny Małe.